# Karl Michael von Esser
Karl Michael von Esser, född cirka 1736 i Aachen eller Zweibrücken i Tyskland, död cirka 1795, var en tysk violinist och tonsättare.
von Esser var anställd i orkestern i Kassel, men tillbringade från 1758 den mesta tiden som turnerande virtuos. Under åren 1758–1761 gav han konserter i Stockholm tillsammans med Hovkapellet. Han ska även ha varit bosatt i Stockholm och anställd i Hovkapellet. Från 1770-talet turnerade han i Europa och senare försökt få tillstånd att bosätta sig i Stockholm, men fått avslag av Gustav III. Flera av hans melodier har blivit en del av svensk folkmusiktradition.

## Verk
- 12 symfonier
- 12 violinduos
- 18 triosonater
- 1 violinkonsert
- 12 stråkkvartetter
- sångspelet Die drei Pächter

### Orkesterverk
- Symfoni i D-dur
- Symfoni i G-dur
- Symfoni i C-dur
- Symfoni i F-dur
- Symfoni i Bb-dur
- Symfoni i Eb-dur
- Violinkonsert i Eb-dur

### Kammarmusik

#### Triosonater
- Triosonat i D-dur
- Triosonat i G-dur
- Triosonat i F-dur
- Triosonat i Bb-dur
- Triosonat i Eb-dur
- Triosonat i D-dur
- Triosonat i G-dur
- Triosonat i F-dur
- Triosonat i C-dur
- Triosonat i A-dur
- Triosonat i Bb-dur
- 6 Triosonater

#### Duetter
- Duett i D-dur
- Duett i Bb-dur
- 6 Duetter i Eb-dur
- 6 Duetter i Eb-dur
- Allegro moderato i C-dur

#### Sonater
- Sonat i C-dur
- Sonat i G-dur
- Sonat i D-dur

#### Polonäser
- Polonaise di Sicelia i D-dur
- Polonäs i G-dur
- Två polonäser i D-dur

#### Menuetter
- Menuett i D-dur
- Menuett i G-dur
- Menuett i C-dur
- Menuett i F-dur
- Menuett i Bb-dur
- Menuett i Eb-dur

### Körverk
- Två offertorier
- Deus misereatur nostri i A-dur
- Deus misereatur nostri i E-dur